# Ambewela
Ambewela est une localité du Sri Lanka située dans le district de Nuwara Eliya, à la frontière entre la Province du Centre et la Province d'Uva, à proximité de deux plans d'eau, Kandeela Lake et Ambewela Reservoir.
Elle est située sur la ligne de chemin de fer qui relie Colombo à Badulla, entre Perakumpura et Pattipola.
Les activités locales sont orientées vers l'élevage, l'agriculture et le tourisme. Ambewela possède également la seule usine de lait en poudre (Milco) du pays, inaugurée en 1974 et un parc éolien (Ambewela Aitken Spence Wind Farm).

## Galerie

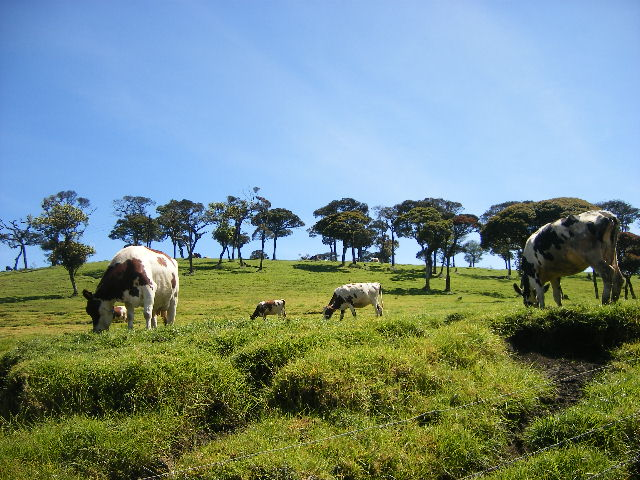
Élevage bovin
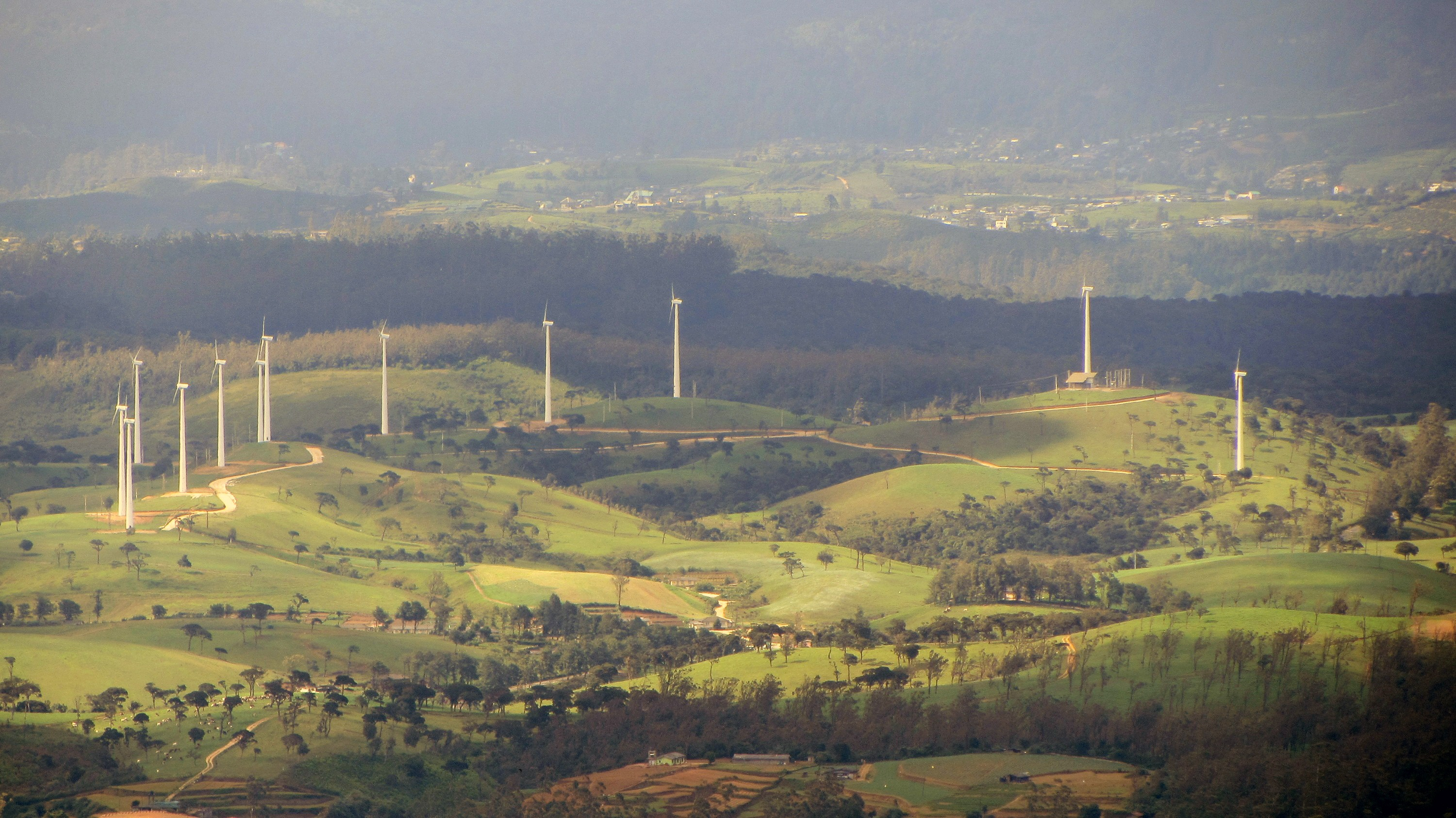
Parc éolien
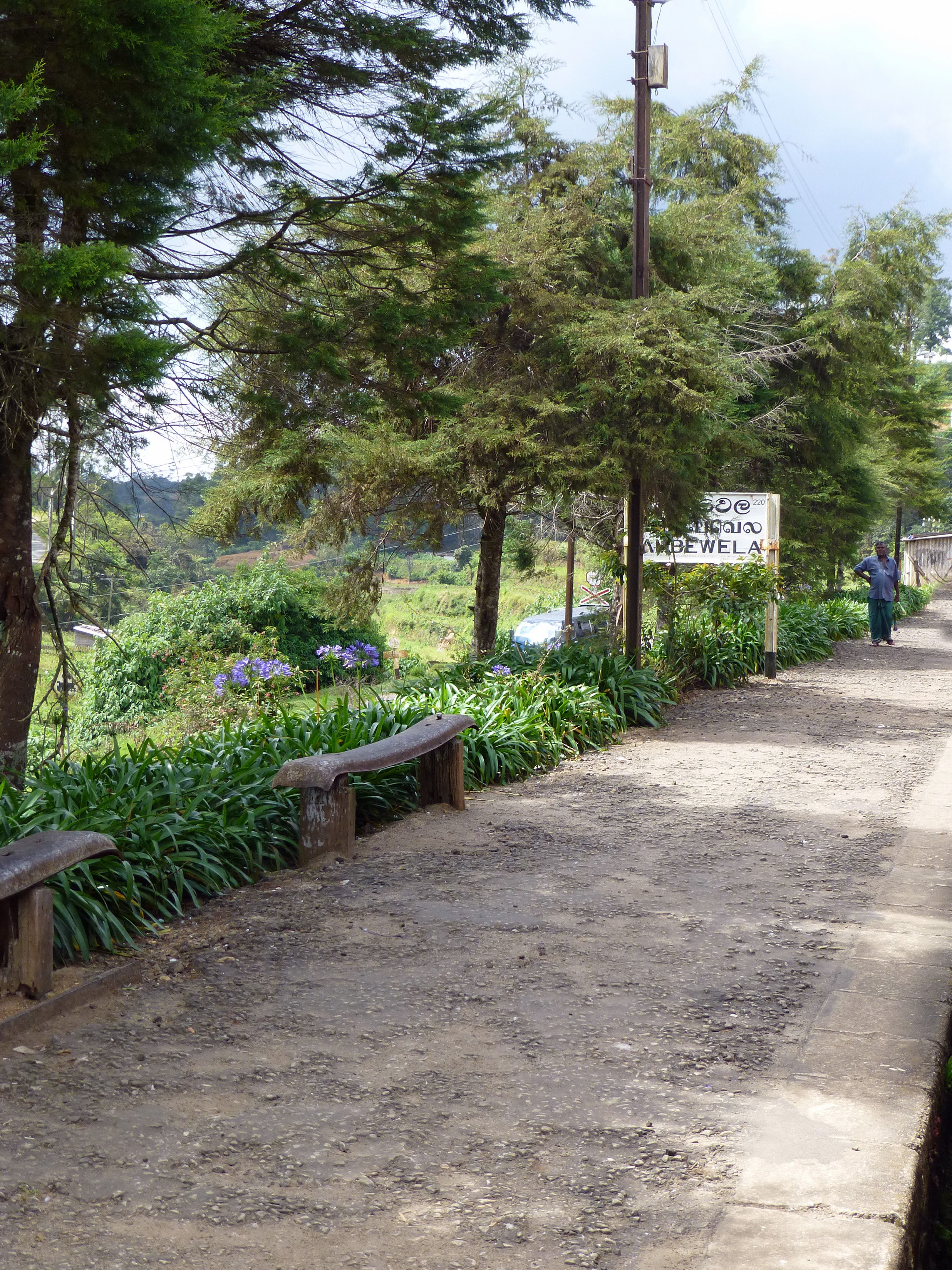
Gare d'Ambewela